# ISTAF Berlin

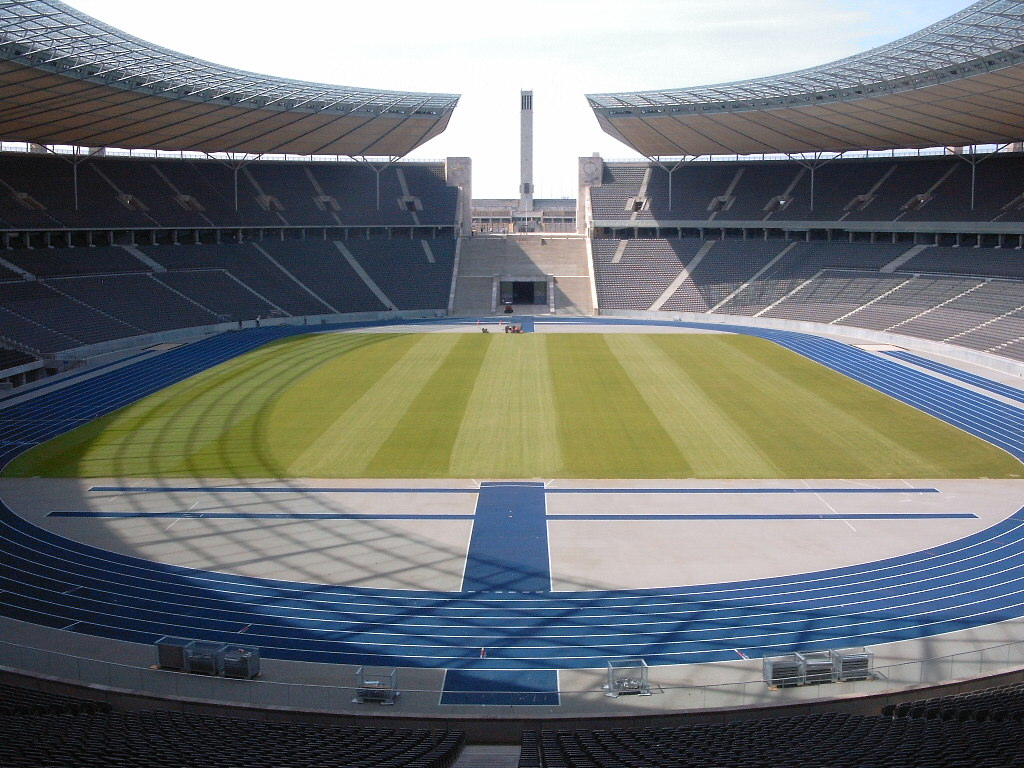
Olympiastadion är platsen för ISTAF.

ISTAF (Internationales Stadionfest) är en årligen återkommande friidrottstävling i Berlin.
ISTAF arrangeras sedan 1937 och sedan 1955 varje år på Berlins Olympiastadion. Under och efter andra världskriget arrangerades inte tävlingen. En tävling med samma namn arrangerades under 1920-talet. ISTAF var en av deltävlingarna i Golden League.
Hittills har världsrekord slagits 15 gånger i tävlingen, däribland det första hoppet av en kvinnlig höjdhoppare över 2 meter, Rosemarie Ackermann från Östtyskland 26 augusti 1977. 2004 och 2005 utgjorde ISTAF finalen till Golden League. 2004 delade 400 meters-löparen Tonique Williams-Darling från Bahamas och trestegshopparen Christian Olsson från Sverige jackpotten. Ett år senare vann trestegshopparen Tatjana Lebedeva från Ryssland hela priset (1 miljon US-dollar).